# 廣州城投集團
廣州城投集團或廣州城投，全稱為廣州市城市建設投資集團有限公司，是位於廣州的一個政府出資控資的綜合企業集團，是中共廣州市委與廣州市人民政府牽頭於2008年末成立，最初定為城市基礎設施開發平臺，負責廣州城市基建業務的投融資、營運和管理，參與建設服務2010年廣州亞運會的基建和場館。按照資產計算（2016年底1147億人民幣），集團為廣州市第二大准公益性企業。集团控股2家上市公司（广州酒家、珠江钢琴），是南方航空、广发银行等多家央企的重要战略股东。

## 業務
集團前身是市政公司广州市建设投资发展有限公司，是按照政府的需要完成政府的建设任务的專門經營機構，集團成立初始為广州當局的城建融资平台，后中央為防範地方政府负债快速攀升，要求各地城投集团逐步改成一般性国企，不再承担为地方政府基建融资的功能，集團在亚运后改制划归市国资委管理，轉為業務經營主體。

### 下轄公司
- 广州市建设投资发展有限公司
- 广州新中轴建设有限公司
- 广州塔旅游文化发展股份有限公司
- 广州市城市复建有限公司
- 广州市城投土地开发有限公司
- 广州市公用事业规划设计院
- 广州有林投资管理有限公司
- 广州市城投投资有限公司
- 广州市城投资产经营管理有限公司
- 广州市城投文化旅游发展有限公司
- 廣州酒家集團股份有限公司
- 广州大学城投资经营管理有限公司
- 广州市城投环境能源投资管理有限公司

### 下轄物業
- 北京路复建大厦
- 广州市长大厦
- 廣州塔、花城广场、海心沙、海心桥
- 花城匯購物中心
- 广州北岸文化码头
- 金沙复建商厦（花城金沙汇）
- 廣州流花展貿中心
- 广州越秀国际会议中心
- 广东广播中心大楼（686创意园）
- 白云山山庄旅舍
- 岭南印象园
- 广州足球公园